# HD 99859
HD 99859，又名BD+57 1324，SAO 28035、HR 4424，是一颗恒星，视星等为6.28，位于銀經143.51，銀緯57.01，其B1900.0坐标为赤經11h 24m 7.6s，赤緯+57° 57.01′ 22″。